# Мар Омирский
Мар, или Ма́рис (др.-греч. Μάρις; лат. Maris; IV—V век) — христианский подвижник, сирийский пустынник, преподобный.
Сведения о жизни Мара сообщает Феодорит Кирский в 20-й главе книги «История боголюбцев», лично знавший его.
Когда Мар был ещё юношей, он в празднества мучеников восхищал народ своим голосом, исполняя церковное служение певца, и привлекал к себе благозвучным пением. Певцом он оставался долгое время — и в пору расцвета телесной красоты. Но ни телесная красота, ни благозвучный и ясный голос, ни общение со многими людьми не повредили красоты его души, Мар остался до смерти девственником. Оставив мир, Мар удалился в затвор. Рядом с селением Омира Мар построил небольшое жилище и затворился в нём и прожил здесь 37 лет. Хижина его впитала в себя много сырости из-за близости гор: в зимнее время по её стенам стекала вода. Повышенная влажность наносила вред здоровью и была причиной болезни, происходящей от сырости. Но несмотря на неблагоприятные условия, Мар не хотел менять место жительства, а находился в нём до конца своей жизни. Мар отличался простотой и не терпел лукавства, а бедность считал за величайшее благополучие. Во время монашеской жизни Мар довольствовался одеждами, изготовленными из козьей шерсти; в пищу он употреблял немного хлеба и соли.
Феодорит Кирский часто приходил в хижину и общался с Маром. Когда Феодорит приходил, Мар обнимал его и начинал вести долгие беседы о любомудрии. Прожив затворником долгое время, Мар захотел увидеть, как приносится духовная и таинственная жертва, и попросил Феодорита совершить божественную евхаристию в его жилище. Жилище отшельника находилось неподалёку от Кира. Феодорит с радостью согласился и велел принести священные сосуды. Феодорит использовал вместо престола руки диаконов. На них Феодорит совершил литургию. Мар же преисполнился таким духовным ликованием, что увидел небо; после этого он сказал Феодориту, что никогда не испытывал такой духовной радости. Мар жил 90 лет.